# Закон Каллена — Харрисона
Закон Каллена—Харрисона (также Закон о доходах от пива и вина; англ. Cullen–Harrison Act или англ. Beer-Wine Revenue Act) — американский законодательный акт, принятый Конгрессом США в период Нового курса — в марте 1933 года; закон, названный в честь его ключевых инициаторов — сенатора Пэта Харрисона и конгрессмена Томаса Каллена — был принят Конгрессом США 22 марта 1933 года и подписан президентом Франклином Рузвельтом на следующий день. Акт, направленный на пополнение федерального бюджета, узаконил продажу в Соединенных Штатах пива с содержанием алкоголя 3,2 % и вина с таким же низким содержанием этанола. При подписании закона Рузвельт сделал свое знаменитое замечание: «Я думаю, сейчас самое время выпить пива».